# Distichophyllum evanidolimbatum
Distichophyllum evanidolimbatum är en bladmossart som beskrevs av Fleischer 1908. Distichophyllum evanidolimbatum ingår i släktet Distichophyllum och familjen Hookeriaceae. Inga underarter finns listade i Catalogue of Life.